# Limnodynastes depressus
Limnodynastes depressus är en groddjursart som beskrevs av Tyler 1976. Limnodynastes depressus ingår i släktet Limnodynastes och familjen Limnodynastidae. IUCN kategoriserar arten globalt som livskraftig. Inga underarter finns listade i Catalogue of Life.